# Sophie Souwer
Anna Sarah Souwer Souwer, nota come Sophie Souwer (Westervoort, 29 giugno 1987), è una canottiera olandese.

## Biografia
Lei e i suoi fratelli sono furono cresciuti da parenti, poiché la madre morì e il padre non fu in grado di occuparsi di loro. Il suo soprannome, Sophie, deriva dal romanzo La scelta di Sophie. Ha studiato infermieristica presso l'Università di Scienze Applicate di Hanze e ha conseguito una laurea in ostetricia presso l'Università di Ostetricia di Amsterdam Groningen.
Ha sposato il canottiere italiano Martino Goretti.
Ha rappresentato i Paesi Bassi ai Giochi olimpici estivi di Rio de Janeiro 2016, dove si è classificata 6ª nella finale dell'otto, con Wianka van Dorp, Claudia Belderbos, Lies Rustenburg, José van Veen, Ellen Hogerwerf, Monica Lanz, Olivia van Rooijen e Ae-Ri Noort
Ha fatto la sua seconda apparizione olimpica a Tokyo 2020, dove si è piazzata 7ª nel singolo.

## Palmarès
- Mondiali

Sarasota 2017 - oro nel 4 di coppia;
Chungju 2013 - bronzo nel 4 di coppia;
Linz-Ottensheim 2019- bronzo nel 4 di coppia.
- Europei

Siviglia 2013 - argento nel 4 di coppia;
Poznań 2015 - argento nell'otto;
Brandeburgo sulla Havel 2016 - argento nell'otto.
Račice 2017- argento nel 4 di coppia;
Glasgow 2018- bronzo nel 4 di coppia;
Lucerna 2019- argento nel 4 di coppia.